# Oznaczenia lokomotyw spalinowych w Polsce
W Polsce stosuje się kilka sposobów oznaczania lokomotyw spalinowych.

## Seria

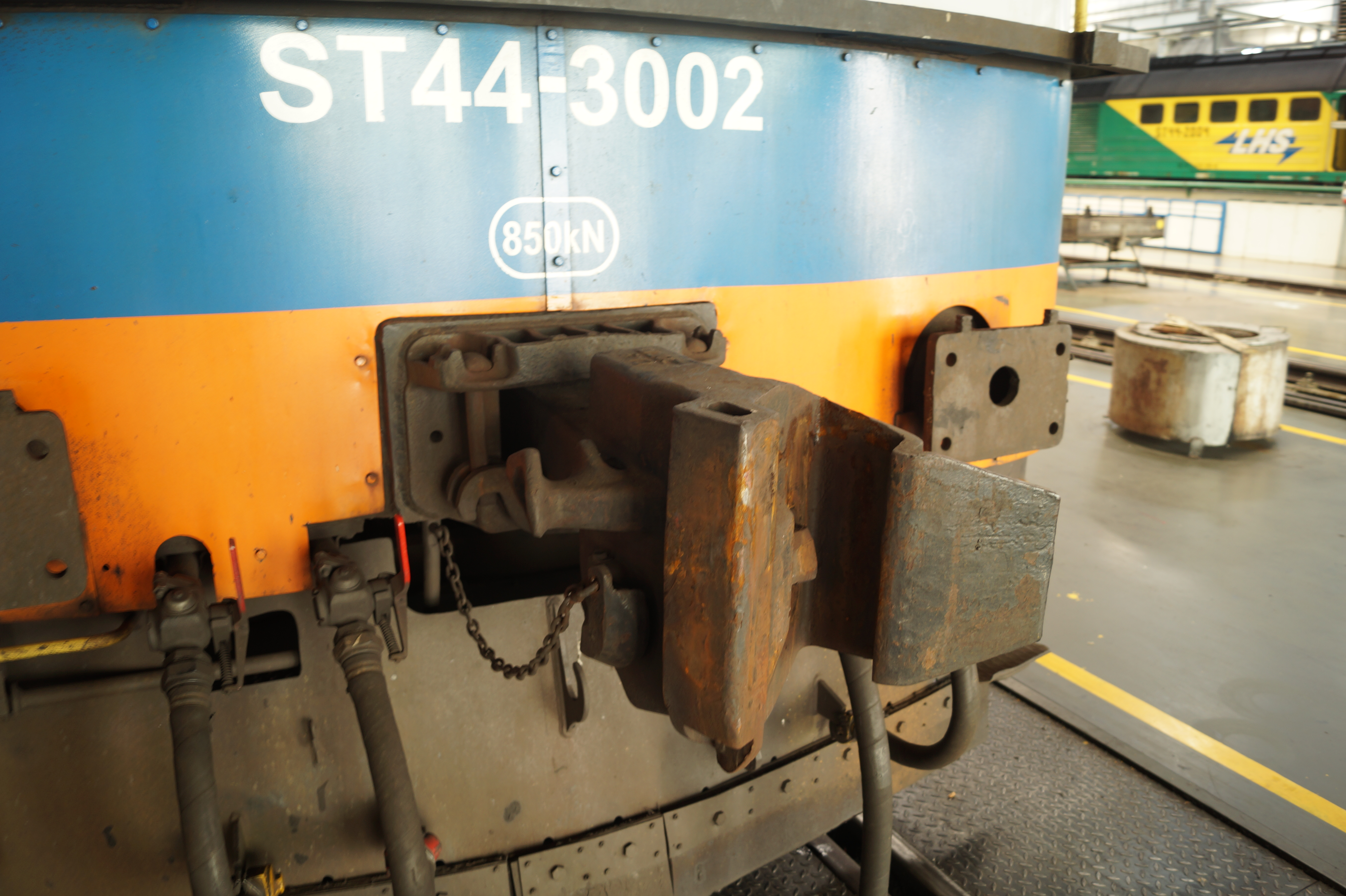
Seria na czole lokomotywy ST44-3002

Według normy resortowej obowiązującej od 1959 lokomotywy spalinowe oznaczane są w PKP trzema umieszczonymi obok siebie symbolami.
Pierwszy symbol to litera S oznaczająca trakcję spalinową.
Drugi symbol to litera oznaczająca przeznaczenie lokomotywy:
- P – pasażerska,
- T – towarowa,
- U – uniwersalna,
- M – manewrowa[1].

Trzeci symbol to liczba dwucyfrowa za symbolem literowym oznaczająca rodzaj przekładni, sterowanie wielokrotne i kolejność wprowadzenia do eksploatacji:
- od 01 do 09 – przekładnia mechaniczna, bez sterowania wielokrotnego,
- od 10 do 14 – przekładnia mechaniczna, ze sterowaniem wielokrotnym,
- od 15 do 24 – przekładnia hydrauliczna, bez sterowania wielokrotnego,
- od 25 do 29 – przekładnia hydrauliczna, ze sterowaniem wielokrotnym,
- od 30 do 39 – przekładnia elektryczna, bez sterowania wielokrotnego,
- od 40 do 49 – przekładnia elektryczna, ze sterowaniem wielokrotnym[1].

Przykładowo oznaczenie SP32 oznacza trzecią wprowadzoną do eksploatacji lokomotywę spalinową pasażerską wyposażoną w przekładnię elektryczną i  bez sterowania wielokrotnego.
Pełne oznaczenie stanowi seria ustalona według powyższych zasad i oddzielony od niej myślnikiem numer inwentarzowy.
Przewoźnicy spoza spółek Grupy PKP stosują różne zasady oznaczania. Zamiast serii można spotkać np. typ konstrukcyjny czy typ fabryczny, a w przypadku lokomotyw importowanych – także serię poprzedniego, zagranicznego operatora.

## Typ konstrukcyjny

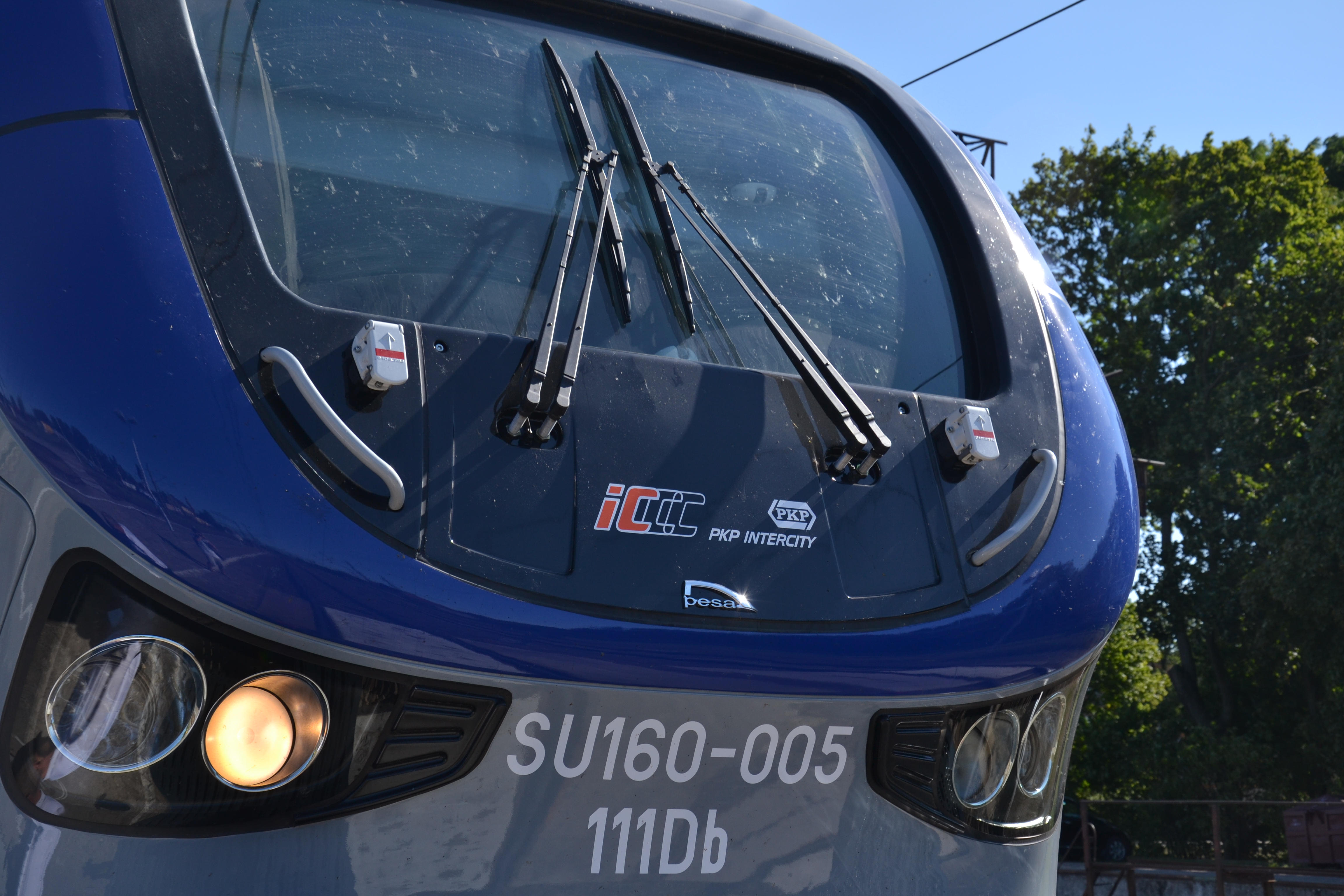
Typ na dole czoła lokomotywy serii SU160

Według normy branżowej obowiązującej od 1963 lokomotywom spalinowym zaprojektowanym i produkowanym w Polsce nadaje się typ konstrukcyjny składający się z trzech cyfr i litery D.
Pierwsza cyfra oznacza:
- 1 – lokomotywę pasażerską,
- 2 – lokomotywę towarową,
- 3 – lokomotywę uniwersalną,
- 4 – lokomotywę manewrową bądź przemysłową[3].

Dwie kolejne cyfry to kolejność opracowania projektu.
Za literą D może ewentualnie znajdować się mała litera oznaczająca kolejną odmianę konstrukcyjną typu podstawowego (bez litery – typ podstawowy, a – pierwsza odmiana, b – druga itd.).
Przykładowo spalinowóz typu 401Da to pierwszy z kolei spalinowóz manewrowy w pierwszej odmianie konstrukcyjnej.
Dla lokomotyw wieloczłonowych dopuszczono oznaczanie jednolitym symbolem typu składającym się z liczby i liter WS, ale w praktyce sposób ten nie jest używany.
Typ konstrukcyjny jest stosowany w dokumentacji konstrukcyjnej niezależnie od serii. Można go jednak spotkać również jako zamiennik serii na taborze przewoźników spoza Grupy PKP. Wówczas numer występujący po myślniku może być numerem fabrycznym danego egzemplarza.

## Typ fabryczny

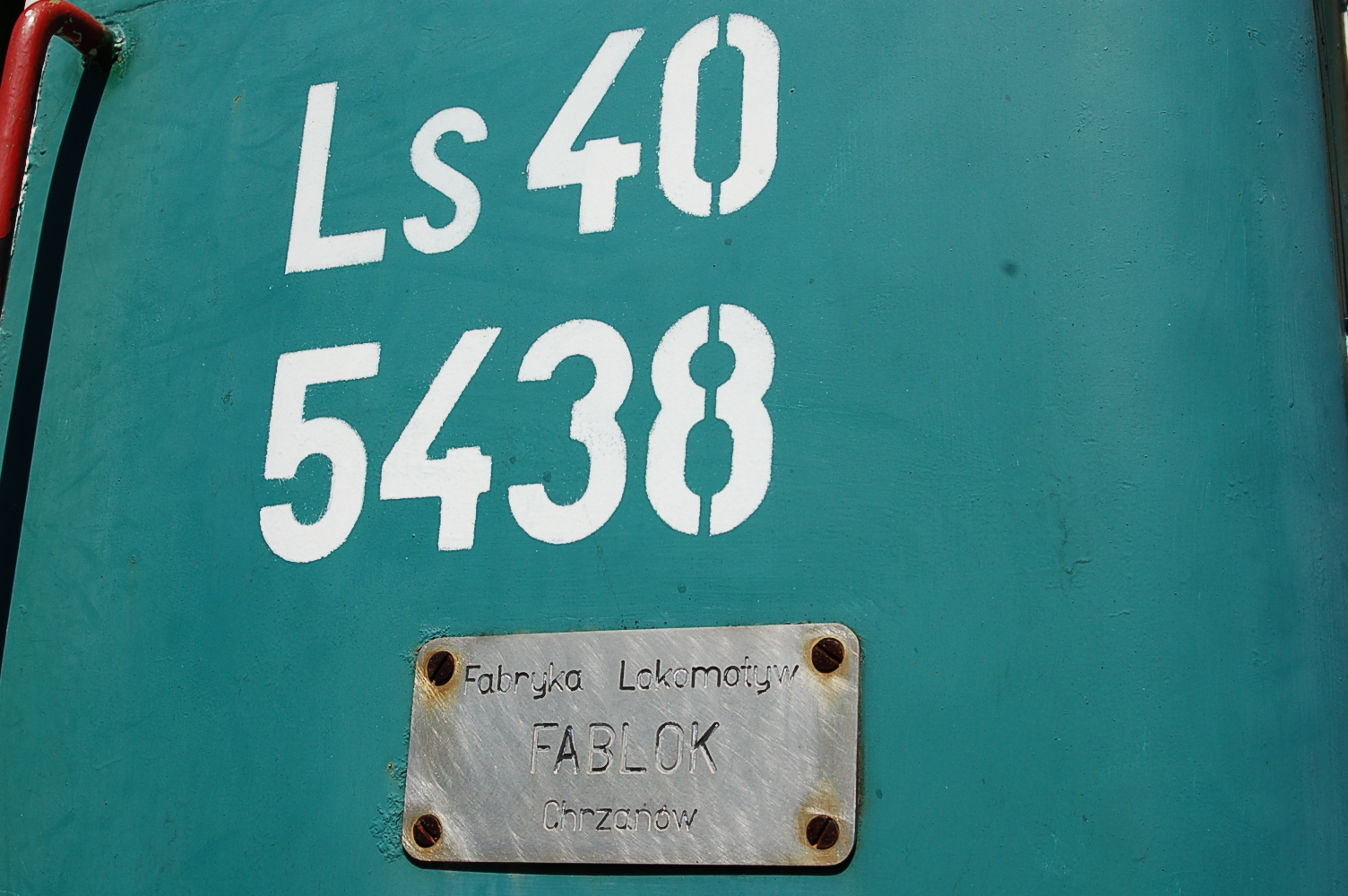
Typ fabryczny na lokomotywie Ls40-5438

Poza spółkami z Grupy PKP można spotkać spalinowozy oznaczone typem fabrycznym nadanym przez producenta pojazdu. W Polsce własne nazewnictwo stosowały zakłady Fablok z Chrzanowa. W 1952 wyprodukowały one pierwsze spalinowozy po II wojnie światowej i wówczas zaczęły oznaczać swoje wyroby według schematu:
- litera L oznaczająca lokomotywę,
- litera s oznaczająca silnik spalinowy jako źródło napędu,
- liczba oznaczająca moc silnika spalinowego podaną w KM[6].

Ponadto przed literą L mogła występować dodatkowa litera W oznaczająca spalinowóz wąskotorowy. Za liczbą natomiast w późniejszych latach dodawano literę oznaczającą przekładnię:
- E – elektryczną,
- H – hydrauliczną[6].

Przykłady:
- Ls60 – lokomotywa spalinowa o mocy 60 KM,
- WLs150 – wąskotorowa lokomotywa spalinowa o mocy 150 KM,
- Ls800E – lokomotywa spalinowa o mocy 800 KM z przekładnią elektryczną,
- Ls750H – lokomotywa spalinowa o mocy 750 KM z przekładnią hydrauliczną.

## Oznaczenia UIC

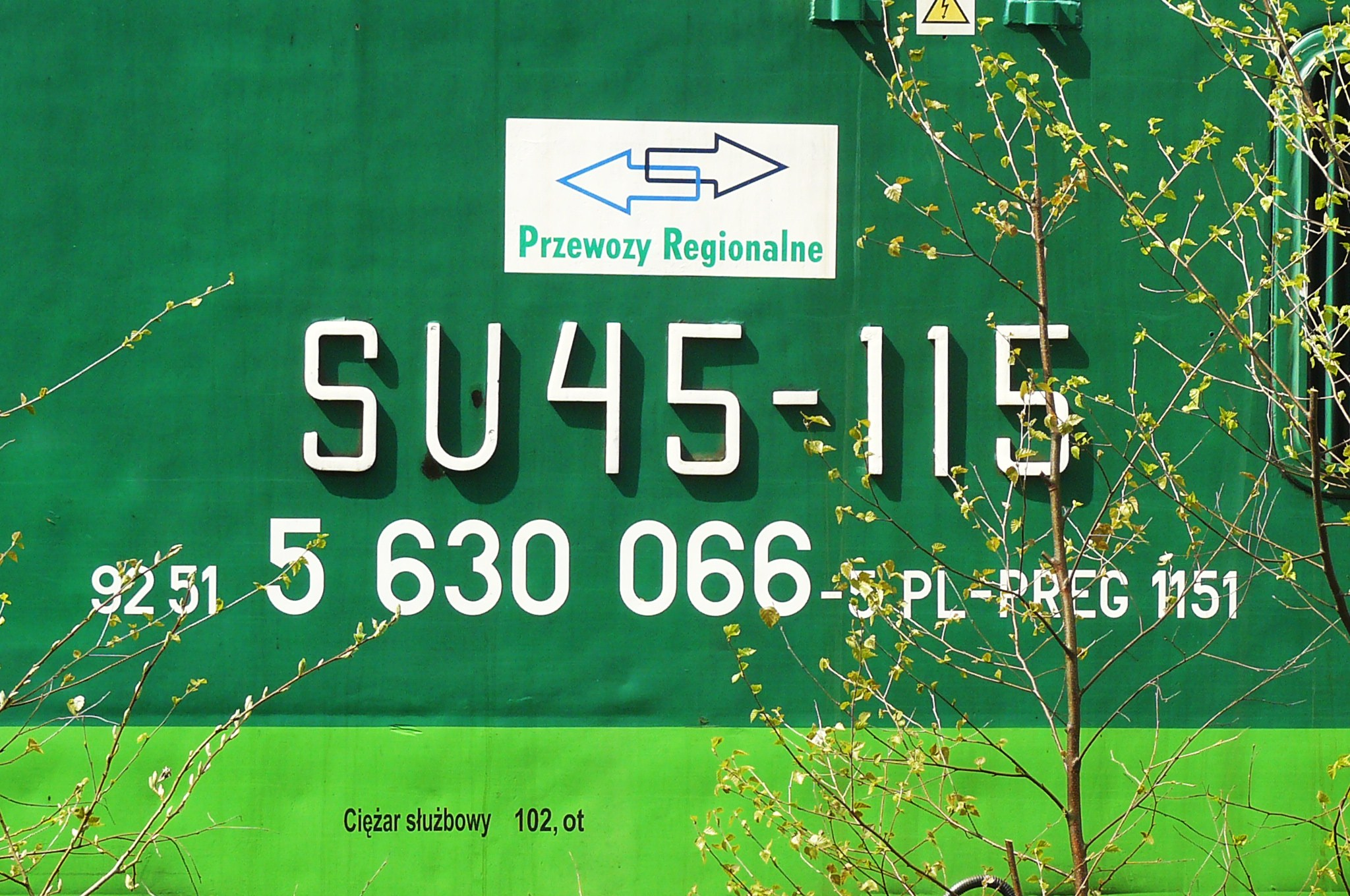
Seria i oznaczenie UIC na dole boku pudła lokomotywy SU45

31 maja 2006 minister transportu wydał rozporządzenie w sprawie rejestru i oznakowania pojazdów kolejowych określające zasady nadawania 12-cyfrowych oznaczeń międzynarodowych. Zgodnie z nim spalinowozy eksploatowane w Polsce powinny być oznaczone według schematu 9a 51 b cde eee-f, gdzie:
- a – cyfra 2 dla spalinowozów liniowych bądź 8 dla manewrowych,
- b – cyfra od 1 do 8 określająca rodzaj lokomotywy,
- c – cyfra od 6 do 8 określająca rodzaj przekładni,
- d – cyfra określająca moc,
- eeee – liczba od 0000 do 9999 określająca numer egzemplarza w danej serii,
- f – cyfra samokontroli[8].

Przedstawiona na zdjęciu lokomotywa SU45-115 nosi oznaczenie 92 51 5 630 066-5.

## Układ osi
Liczbę osi napędzanych w lokomotywie spalinowej oznacza się:
- A – jedna oś napędowa,
- B – dwie osie napędowe,
- C – trzy osie napędowe,
- o – osie z napędem indywidualnym[9].

W zapisie układu osi osie jednego wózka grupuje się za pomocą apostrofu.
Przykładowo zapis Bo oznacza pojedynczy wózek, w którym dwie osie są napędzane indywidualnie. Zapis Bo’Bo’ oznacza spalinowóz oparty na dwóch dwuosiowych wózkach napędnych z napędem indywidualnym, zaś Bo’Bo’+Bo’Bo’ spalinowóz dwuczłonowy, w którym każdy człon jest oparty na dwóch dwuosiowych wózkach napędnych z napędem indywidualnym. Oznaczenie C oznacza trzy osie umieszczone w ramie lokomotywy z napędem grupowym, np. wiązarowym.